# 솜털

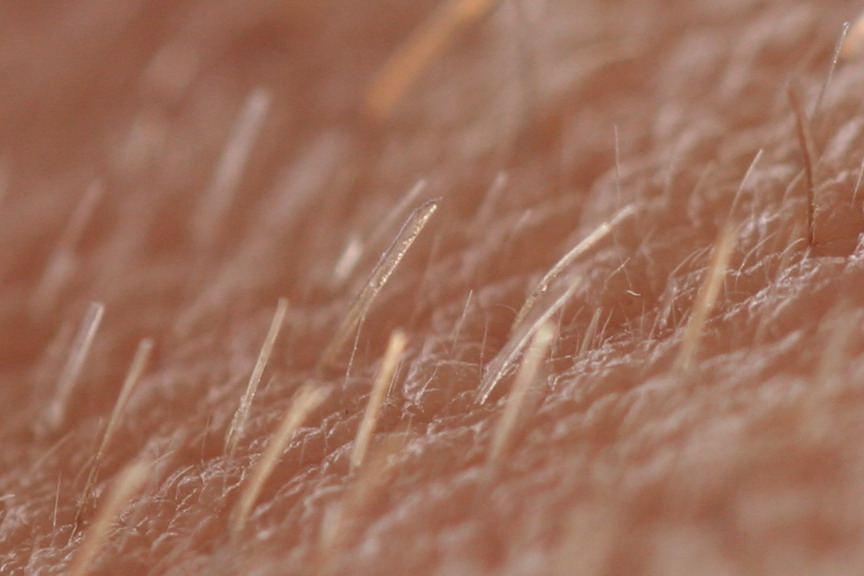

솜털은 피부에 나는 아주 가는 털이다. 신생아의 배냇솜털과는 다른 개념이다. 배냇솜털은 일반적으로 태아에서만 자라는 훨씬 두꺼운 유형의 모발이다.
솜털은 짧고, 가늘고, 밝은 색이며, 거의 눈에 띄지 않는 털로 어린 시절에 인체 대부분에서 발달한다. 입술, 귀 뒤, 손바닥, 발바닥, 일부 외부 생식기 부위, 배꼽 및 반흔 조직은 예외이다. 모발의 밀도(피부 면적당 모낭의 수)는 사람마다 다르다. 솜털의 각 가닥은 보통 길이가 3mm 이하이며 모낭은 피지선에 연결되어 있지 않다.
솜털은 일반적으로 종모가 적어 가려지지 않는 어린이와 성인 여성에게서 가장 쉽게 관찰된다.
솜털은 일반적으로 여성보다 남성에서 더 많이 발생하는 사춘기 동안 및 이후에만 발생하는 보다 눈에 띄는 말단 또는 안드로겐 모발과 구별된다.

## 기능
솜털은 신체의 단열과 냉각을 모두 제공한다. 이 단열재는 체온을 조절한다. 솜털는 땀을 흘리는 심지와 같은 기능을 한다. 피부 모공이 열려 있는 동안 땀은 솜털을 적신다. 가닥 바깥 부분의 땀이 증발한다. 더 많은 땀이 솜털 가닥의 바깥 부분을 적신 다음 증발한다. 이 과정을 땀이라고 한다.